# Biggleswade United F.C.
Biggleswade United F.C. là một câu lạc bộ bóng đá tọa lạc ở Biggleswade, Anh. CLB là hội viên của Bedfordshire County Football Association.

## Lịch sử
CLB được thành lập năm 1959 mặc dù lịch sử địa phương ghi nhận rằng đã từng có một đội bóng mang tên Biggleswade United thi đấu ở Second Meadow từ năm 1929.
CLB gia nhập South Midlands League năm 1969, trải qua 15 năm ở Division One mà chưa bao giờ xếp trong top 10 của bảng xếp hạng. Họ chuyển đến Hertfordshire Senior County League Division Two năm 1984, nhưng chỉ thi đấu 2 năm trước khi bị rơi xuống bóng đá địa phương khi là thành viên của Bedford & District League.
Năm 1996, CLB gia nhập lại South Midlands League, và khi giải đấu này hợp nhất với Spartan League để tạo thành Spartan South Midlands League, thì họ trở thành thành viên sáng lập của giải đấu mới này. Họ vô địch Division One trong mùa giải đầu tiên, thăng hạng Senior Division. Năm 2001, Senior Division được đổi tên thành Division One. Biggleswade United kết thúc mùa giải 2004–05 với vị trí thứ 3, giành quyền thăng hạng Premier Division, và vẫn còn thi đấu cho đến ngày nay.
Tháng 9 năm 2007, Biggleswade United nỗ lực để trở thành đội bóng nước Anh đầu tiên được quản lý bởi các hội viên thông qua website của họ. Kế hoạch này được lấy cảm hứng từ MyFootballClub. Một khi myBUFC đạt đến con số 5000 thành viên, mọi quyết định trong và ngoài sân cỏ sẽ được tiến hành bằng sự bầu cử trực tuyến của các hội viên. Ví dụ, với cả myBUFC và MyFootballClub, các thành viên sẽ biểu quyết đội hình xuất phát, chuyển nhượng, và nhiều vấn đề kinh doanh khác,...
Thành tích tốt nhất của đội bóng ở FA Cup là vào đến vòng loại thứ 1 ở mùa giải 2005–06 và 2008–09, trong khi ở FA Vase, họ vào đến vòng 2 trong 2 mùa giải 2007–08 và 2008–09.
Năm 2014, nhà báo và học giả người Tây Ban Nha Guillem Balagué được bổ nhiệm làm giám đốc bóng đá của CLB.

## Các danh hiệu
- Spartan South Midlands Football League Division One[1]
  - Vô địch 1996–97

## Các kỉ lục
- FA Cup[1]
  - Vòng loại thứ 1 2005–06, 2008–09, 2013–14
- FA Vase[1]
  - Vòng 2 2007–08, 2008–09, 2009–10